# Rolls-Royce RB211

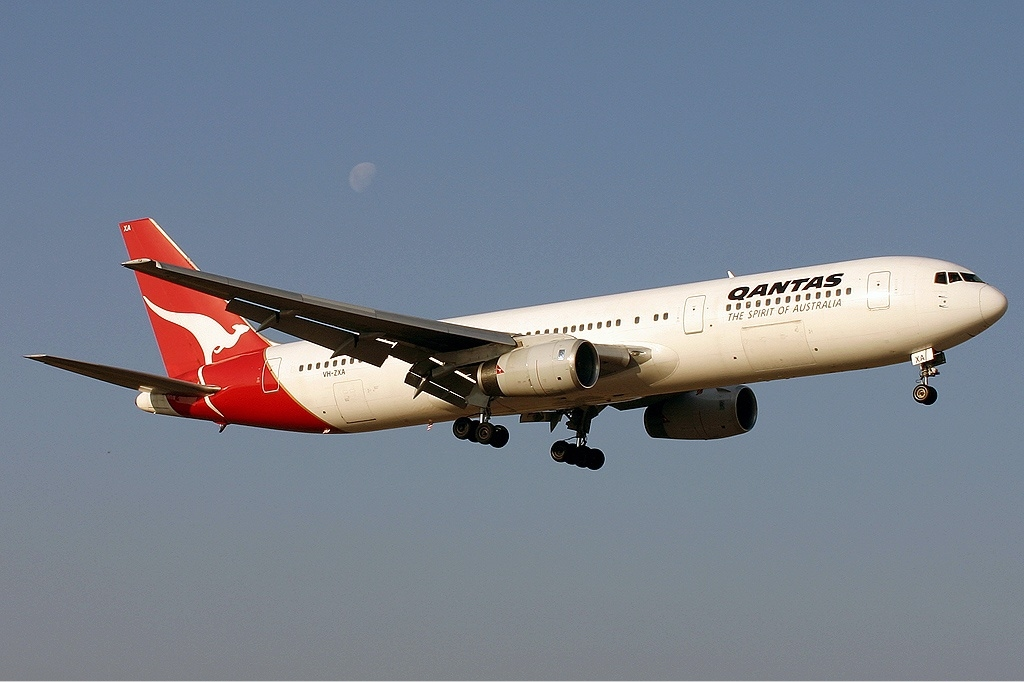
Rolls-Royce RB211-524H na Boeingu 767-300ER linii Qantas

RB211 – seria turbowentylatorowych, dwuprzepływowych silników lotniczych o dużym stosunku dwuprzepływowości. Wytwarzane przez brytyjską firmę Rolls-Royce. Silnik opracowano dla samolotu Lockheed L-1011. Pierwsze loty odbyły się w 1972. 
W 1990 powstał pierwszy silnik z serii Trent - jako następca modelu RB211.

## Historia
23 czerwca 1967 Rolls-Royce zaoferował silnik RB211 o mocy ciągu 148 kN do samolotu Lockheed L-1011. Nowy silnik łączył w sobie cechy silników RB207 oraz RB203. Do tego dołożono również kilka nowych technologii. Silnik RB211 miał dać zakładom Lockheed przewagę nad konkurencyjnym samolotem McDonnell Douglas DC-10. Wówczas obaj producenci rozmawiali z największymi producentami silników. Do początku 1968 RB211 wytwarzał już ciąg 181 kN. 29 marca 1968 Lockheed poinformował, iż otrzymał zamówienie na 94 L-1011, wówczas złożył zamówienie na 150 zestawów silników RB211-22.

## Seria RB211-22
Podczas wykonywania długich testów silnika RB211-22 okazało się, że nie spełnia on wszystkich założeń, o jakich informował Rolls-Royce. Silnik miał niewystarczający ciąg, był za ciężki oraz spalał za dużo paliwa. Sytuacja uległa pogorszeniu, kiedy w maju 1970 podczas testów wentylator roztrzaskał się, kiedy włożono do niego kurczaka. Trzeba było go przeprojektować, co wiązało się z większymi kosztami.
We wrześniu 1970 Rolls-Royce informuje rząd, że koszty prac rozwojowych wzrosły do 170 milionów funtów, prawie dwa razy więcej niż zakładano.
W styczniu 1971 firma staje się niewypłacalna, a 4 lutego postawiona w stan upadłości. Sytuacja ta realnie zagrażała programowi Lockheed L-1011. Jednak ówczesny rząd brytyjski znacjonalizował firmę, aby mogła wznowić prace nad RB211. Dopiero 14 kwietnia 1972 silnik otrzymał certyfikację (rok później niż planowano), zaś pierwszy TriStar wszedł do służby w 1974.

## Seria RB211-524

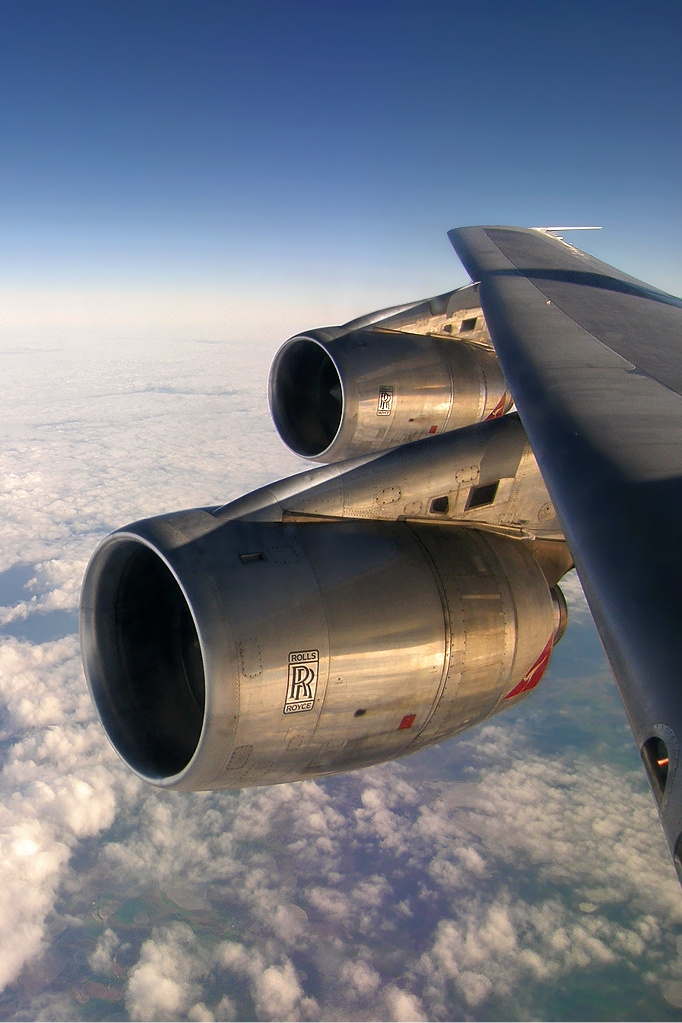
RB211-524 na Boeingu 747-300 linii Qantas

Silnik, który zaprojektowano pod model L-1011 można było przeprojektować, aby uzyskać większy ciąg. Po przeprojektowaniu silnik uzyskał moc 220 kN. Nową wersję oznaczono jako RB211-524, która była zdolna zasilać nową wersję L-1011 oraz Boeingi 747. Już pod koniec lat 60. XX w. Rolls-Royce proponował Boeingowi silnik RB211 do samolotu B747, wówczas jednak Silnik Pratt & Whitney JT9D uzyskiwał lepsze osiągi niż RB211. Teraz jednak znacznie podniesiono wydajność silnika RB211 co spowodowało, że w 1973 Boeing zgodził się na zastosowanie tych silników w B747-200 dla British Airways, które weszły do służby w 1977. Rolls-Royce kontynuował rozwój RB211-524, jednostka, która uzyskiwała ciąg 240 kN oznaczono jako -524D, który został certyfikowany w 1981. Gdy do użytku weszły Boeingi 747-400 Rolls-Royce zaoferował silniki RB211-524G (260 kN) oraz -524H (270 kN), które zostały wyposażone w system FADEC. Kolejnym sukcesem serii -524 było zaoferowanie tych silników jako kolejna opcja napędu dla samolotu Boeing 767. Pierwszy taki samolot z silnikami RB211-524H wszedł do służby w 1990 w liniach British Airways. 
W 1993 po raz pierwszy silniki RB211-524H otrzymały certyfikat ETOPS 180 na Boeingu 767.

## Seria RB211-535

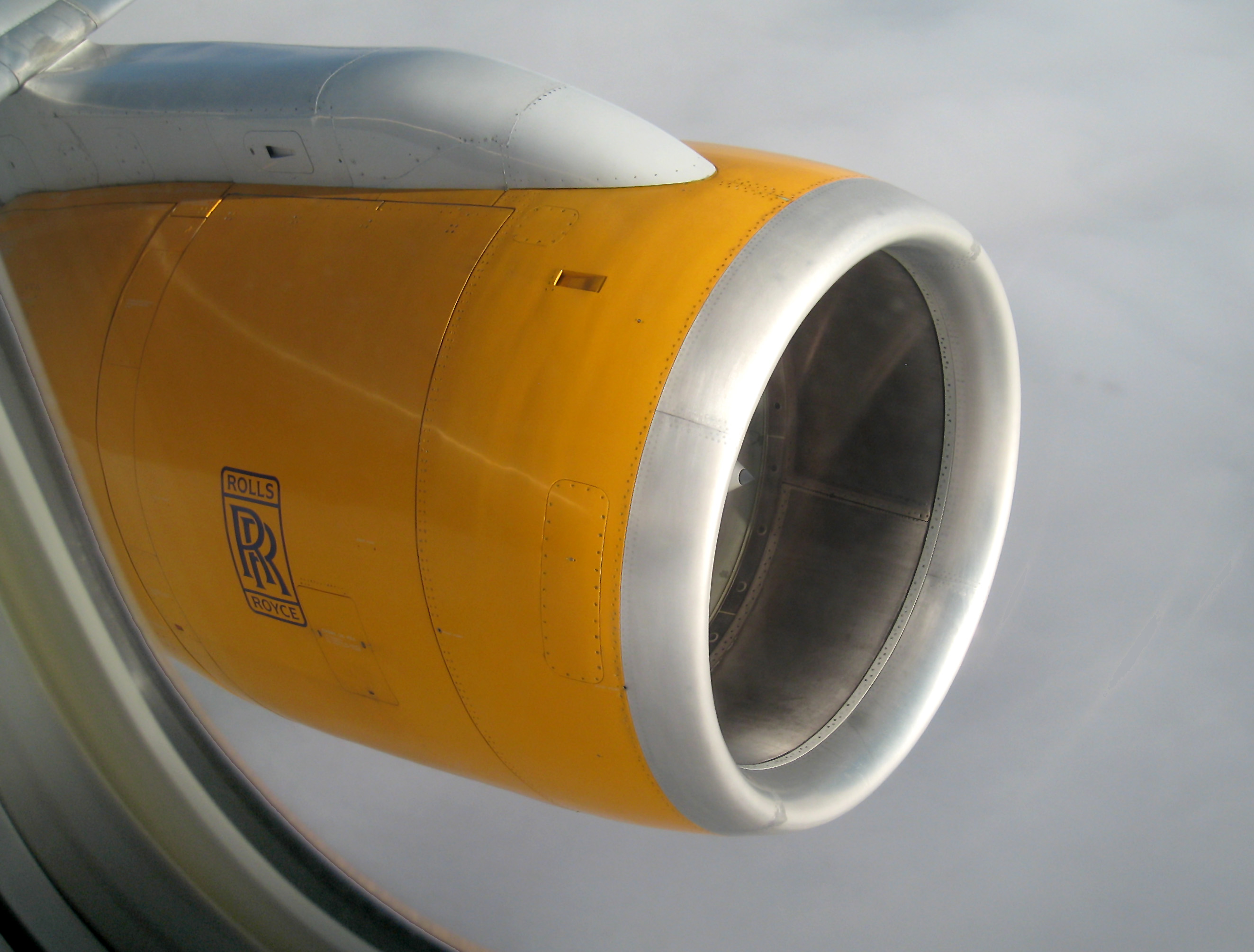
Rolls-Royce RB211-535E 4B na Boeingu 757-300 linii Icelandair

W połowie lat 70. Boeing rozważa projekt nowego samolotu dwusilnikowego zabierającego 200 osób w celu zastąpienia udanej konstrukcji jaką był Boeing 727. Rolls-Royce jest w stanie przeprojektować silnik RB211, aby zredukować ciąg do 166 kN. Nowy silnik oznaczono jako RB211-535C. W 1978 linie Eastern Air Lines oraz British Airways zamawiają samoloty Boeing 757 z silnikami Rolls-Royce'a.
Jednak w 1979 Pratt & Whitney zaoferował silnik PW2000, który spalał o 8% mniej paliwa niż -535C. Rolls-Royce odpowiedział silnikiem RB211-535E, który rozwijał ciąg do 178 kN, które weszły do służby w 1984. Silniki te były cichsze od konkurenta, co sprawiło, że American Airlines złożyło zamówienie na 50 samolotów B757-200 z silnikami -535E. 
Silniki -535E zostały wybrane do napędzania samolotu Tu-204-120. Był to pierwszy rosyjski samolot, który mógł być napędzany przez zachodniej produkcji silniki.
W 1990 silnik RB211-535E otrzymał certyfikat ETOPS 180 na samolotach B757.

## Warianty

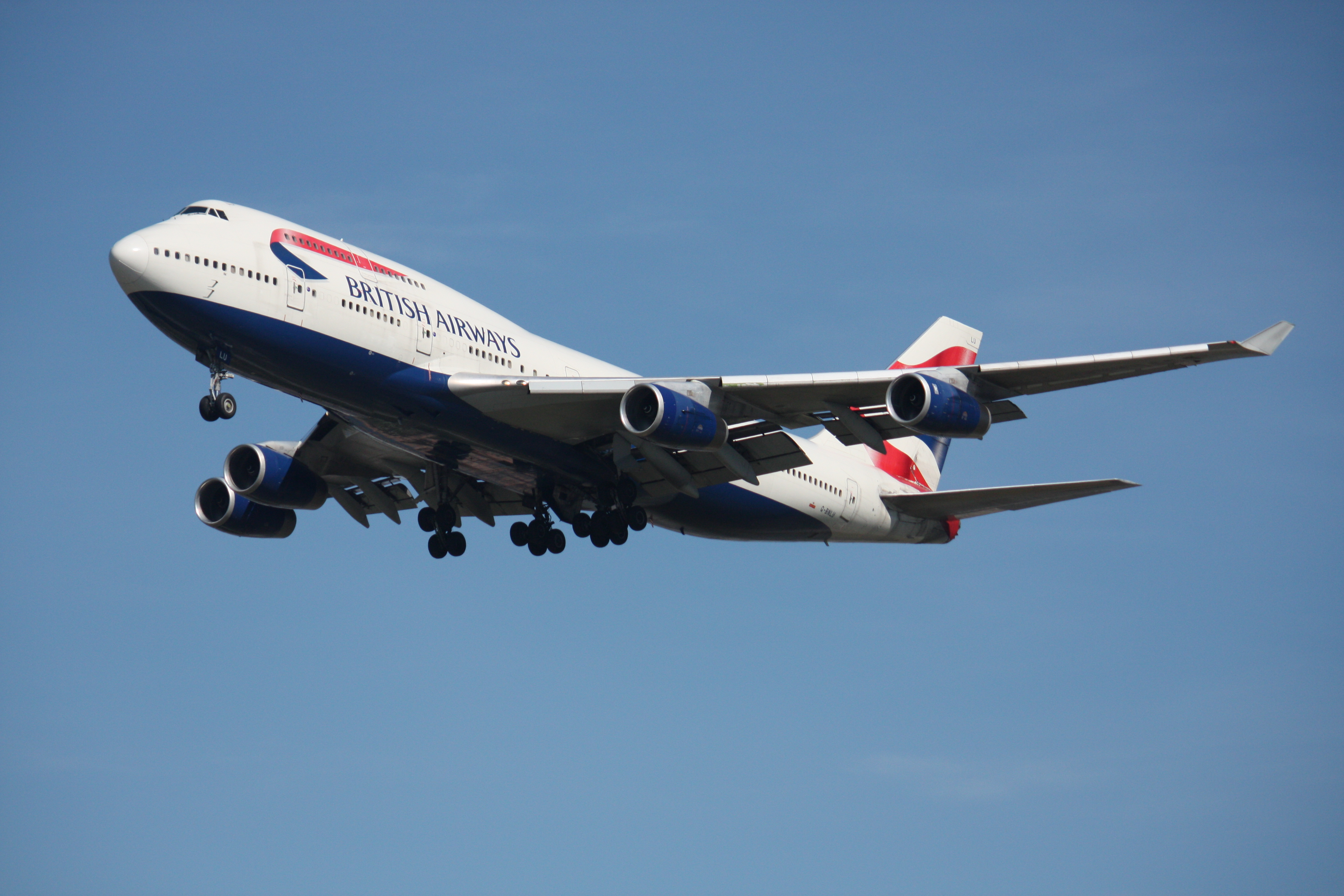
British Airways Boeing 747-400 napędzany przez silniki Rolls-Royce RB211-524G

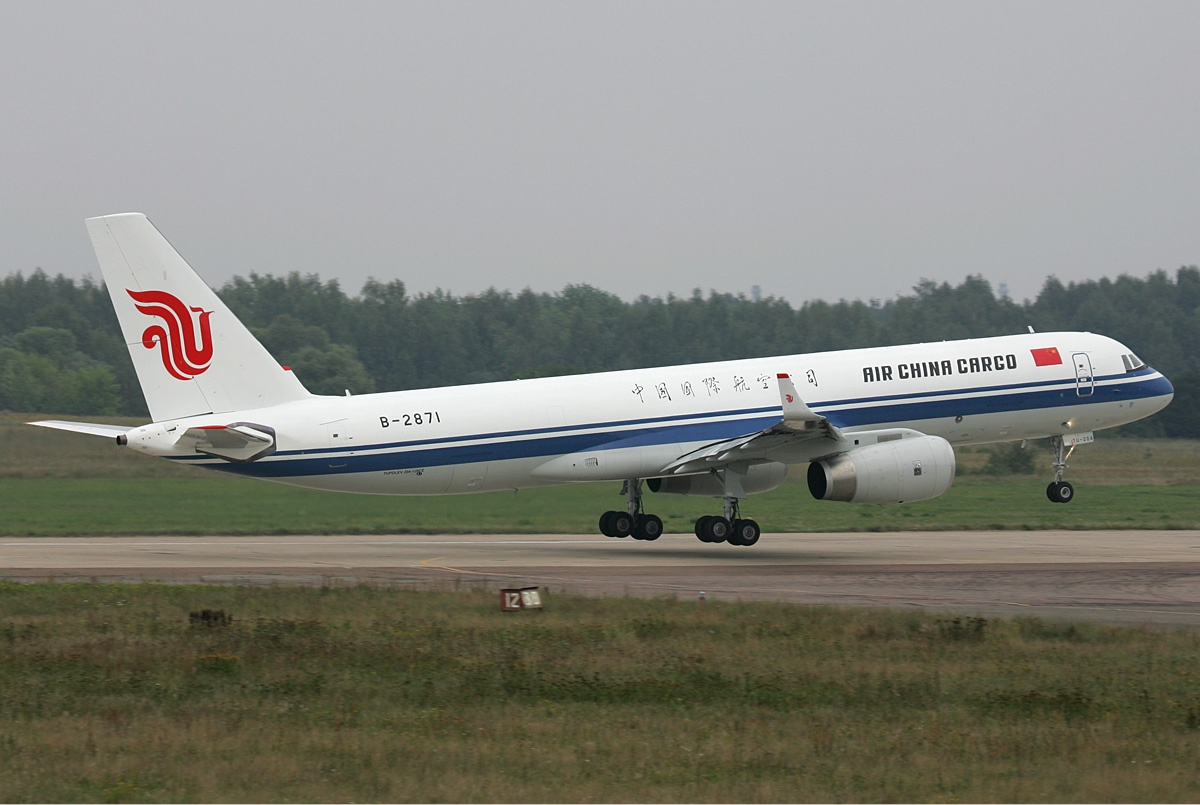
Rolls-Royce RB211-535E 4B na Tu-204-120

Rodzina silników Rolls-Royce RB211